# Eugenol
L'eugenol és un fenilpropè, un guaiacol amb la cadena substituïda per un al·lil. L'eugenol pertany a la classe química dels fenilpropanoides. És un líquid de color clar a color groc pàl·lid que s'extreu de certs olis essencials com els del clau i el d'alfàbrega, entre d'altres. És lleugerament soluble en aigua i soluble en solvents orgànics.
El seu nom prové de la planta del clau d'espècia Eugenia caryophyllata. L'eugenol és el respensable de l'aroma dels claus d'espècia.

## Usos moderns
Entre altres molts usos, l'eugenol es fa servir en perfumeria, com saboritzant, en olis essencials i en medicina com antisèptic local i com anestèsic.
En els dentistes es fa servir combinat amb òxid de zinc per les restauracions dentals.
També s'usa com estabilitzant i antioxidant en la fabricació de plàstics i gomes 
En la natura, és un dels molts components que utilitzen les orquídies de diverses espècies d'abelles. També atrau les femelles dels escarabats dels cogombres.

## Toxicitat
L'eugenol és hepatotòxic, danyant el fetge.
La sobredosi pot causar molts símptomes. En 1993, un nen de 2 anys gairebé va morir per haver pres de 5 a 10 ml, segons un articel mèdic.
L'eugenol està subjecte a restriccions en el seu ús en perfumeria.